# Генеральний прокурор СРСР
Генера́льний прокуро́р СРСР — вища посадова особа Генеральної прокуратури СРСР.
Найменування Генеральний прокурор СРСР з'явилося тільки 1946 р., до цього посада називалася Прокурор СРСР.

## Історія
У листопаді 1923 була утворена Прокуратура Верховного Суду СРСР.
У грудні 1933 «Положення про Прокуратуру Союзу РСР» правовий статус Прокуратури СРСР був змінений. Прокуратура Верховного Суду СРСР була скасована. Прокурор СРСР призначався ЦВК СРСР і був йому підзвітний, також Прокурор СРСР був підзвітний президії ЦВК СРСР і РНК СРСР. Першим Прокурором СРСР був призначений Іван Олексійович Акулов.
У березні 1946 року ВР СРСР прийняла Закон СРСР «ПРО присвоєння Прокурору СРСР імени Генерального прокурора СРСР». Першим Генеральним прокурором СРСР став Костянтин Петрович Горшенін.
Згідно зі ст. 6 Закону СРСР від 30 листопада 1979 року «Про прокуратуру СРСР», Генеральний прокурор СРСР призначався Верховною Радою СРСР і був підзвітний також Верховній Раді СРСР. Строк повноважень Генерального прокурора СРСР, відповідно до ст. 8 Закону СРСР, становив 5 років.

## Генеральні прокурори СРСР

### Прокурор Верховного Суду СРСР
- Красіков Петро Ананійович 1924—1933

### Прокурори СРСР
- Акулов Іван Олексійович 1933—1935
- Вишинський Андрій Януарійович 1935—1939
- Панкратьєв Михайло Іванович 1939—1940
- Бочков Віктор Михайлович 1940—1943

### Генеральні прокурори СРСР
- Горшенін Костянтин Петрович 04.12.1943 — 04.02.1948
- Сафонов Григорій Миколайович 29.01.1948 — 30.06.1953
- Руденко Роман Андрійович 01.07.1953 — 23.01.1981
- Рекунков Олександр Михайлович 09.02.1981 — 26.05.1988
- Сухарєв Олександр Якович 26.05.1988 — 15.10.1990
- Трубін Микола Семенович 27.12.1990 — 29.01.1992